# Castello di Annone
Castello di Annone ist eine Gemeinde in der italienischen Provinz Asti (AT), Region Piemont.

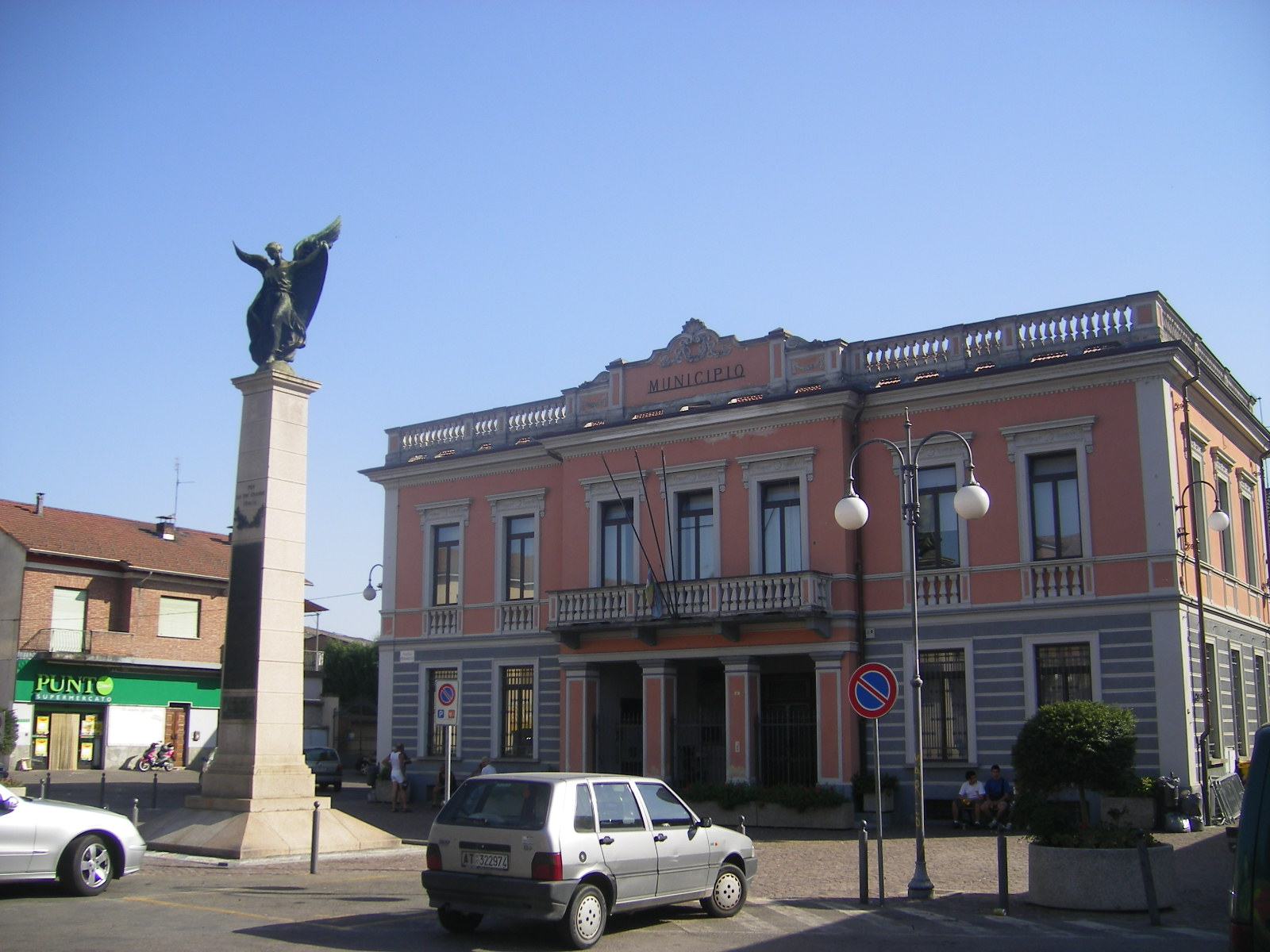
Rathaus

## Lage und Einwohner
Castello di Annone liegt 10 km östlich von der Provinzhauptstadt Asti entfernt. Die Gemeinde verfügt über eine Fläche von 23,16 km² und hat 1868 Einwohner (Stand 31. Dezember 2023). Zur Gemeinde zählen noch die Dörfer und Weiler Alberoni, Bordoni, Crocetta, Monfallito und Poggio. 
Die Nachbargemeinden sind Asti, Cerro Tanaro, Quattordio, Refrancore, Rocca d’Arazzo und Rocchetta Tanaro.

## Gemeindepartnerschaften
- Annone Veneto
- Annone di Brianza

## Kulinarische Spezialitäten
In Capriglio werden Reben der Sorte Barbera für den Barbera d’Asti, einen Rotwein mit DOCG Status angebaut.